# Xocolat Centre
Xocolat va obrir l'any 1980 en un petit local del carrer de l'Estanc, al final del passeig del Born de Palma. Les activitats inclouen venda de discos, fotografia i exposicions d'obres gràfiques dels artistes contemporanis més actius. Al principi es va centrar en el jazz i la salsa, i amb l'arribada de la movida aquests estils es van adaptar a altres gèneres encara presents a la botiga. El 1987, es va traslladar a la seva ubicació actual, carrer de Font i Monteros, núm. 18, i es va convertir en una botiga especialitzada que ofereix una àmplia gamma de discos de vinil i discs compactes.
Anys després de la seva obertura, la companyia va viure una forta crisi que va colpejar el sector discogràfic i es va reinventar creant un espai dedicat a la presentació de discos, llibres i concerts, convertint-lo en un referent de la cultura mallorquina. Mentrestant, el propietari Miquel Àngel Sancho va fundar l'any 1982 Blau Records, que va produir obres de diversos escriptors locals i nacionals. Actualment, destaca especialment pels seus productes de vinil, fet que els ha convertit en un merescut guanyador del premi a la millor botiga de discos d'Espanya 2010 en els II Premios de la Música Independiente.
Actualment el negoci està liderat per la segona generació, formada per Anita i Miquel Àngel Sancho Bisquerra, amb el suport dels seus socis Toni Vives i a la botiga David Tomé. El segell distintiu de Xocolat és mantenir-se fidel a les seves arrels alhora que dona suport als artistes i productors locals. En aquest sentit, és un punt de trobada per als amants de la música i un lloc on molts músics opten per presentar els seus discos.
El 24 de juliol de 2024 (resolució núm. 7460, Ajuntament de Palma) el manté com a Comerç Emblemàtic (categoria 2A) en l'aprovació del Catàleg d'establiments emblemàtics de 2024.